# Styrax foveolaria
Styrax foveolaria är en storaxväxtart som beskrevs av Janet Russell Perkins. Styrax foveolaria ingår i släktet Styrax och familjen storaxväxter. Inga underarter finns listade i Catalogue of Life.